# Frattaminore
Frattaminore – miejscowość i gmina we Włoszech, w regionie Kampania, w prowincji Neapol.
Według danych na rok 2004 gminę zamieszkiwały 15 072 osoby, 15 072 os./km².